# Maman
Maman je nenaseljeni otočić u hrvatskom dijelu Jadranskog mora.
Njegova površina iznosi 0,136 km². Dužina obalne crte iznosi 2,14 km.

## Vanjske poveznice
|  | Zajednički poslužitelj ima još gradiva o temi Maman |